# Nhung Dam
Nhung Dam (Groningen, 12 december 1984) is een Nederlandse actrice en schrijfster.

## Biografie
De ouders van Dam zijn geboren in Vietnam. Dam is opgegroeid in de wijk Beijum in de stad Groningen. Na het atheneum op Belcampo Groningen behaalde ze in 2007 een bachelor psychologie aan de Rijksuniversiteit Groningen. Vervolgens is ze afgestudeerd aan de Amsterdamse Toneelschool. Dam werkt veel samen met regisseur Koos Terpstra.
Dam schreef ook boeken: in 2017 verscheen haar eerste roman Duizend vaders bij uitgeverij De Bezige Bij (ISBN 9789023498605) en in 2023 verscheen bij dezelfde uitgeverij Definitie van Liefde (ISBN 9789403181110).

## Filmografie
- Gemeinsame Normdatei: 1135811644
- International Standard Name Identifier: 0000 0004 6024 4867
- Library of Congress Control Number: nb2018018743
- Nederlandse Thesaurus van Auteursnamen: 400939797
- Système universitaire de documentation: 243823479
- Virtual International Authority File: 180147266799335481924
- WorldCat: E39PBJgX8q64fg8DKTxhVQHjYP